# ماوريو سيماس
ماوريو سيماس (16 فبراير 1922 – 4 يناير 2015) هو سبّاح برتغالي راحل، مثّل بلاده في الألعاب الأولمبية الصيفية 1948.

## روابط خارجية
ماوريو سيماس على موقع الاتحاد الدولي للسباحة (الإنجليزية)
- ماوريو سيماس على موقع أوليمبيديا (الإنجليزية)